# بيتر تيل (ملاكم)
بيتر تيل (بالإنجليزية: Peter Till)‏ مواليد 19 أغسطس 1963 في إنجلترا، هو ملاكم محترف إنجليزي معتزل كان يصنف ضمن فئة الوزن الخفيف.

## إحصائيات
خاض خلال مسيرته 52 نزالا، فاز في 30 وتعادل في 1 وخسر في 21. فاز بالضربة القاضية في 14 نزالا.

## روابط خارجية
- بيتر تيل على موقع بوكس ريك (الإنجليزية) (registration required)